# بيل ميلر (القافز بالزانة)
بيل ميلر (بالإنجليزية: Bill Miller)‏ هو القافز بالزانة أمريكي، ولد في 1 نوفمبر 1912 في دودج سيتي في الولايات المتحدة، وتوفي في 13 نوفمبر 2008 في براديس فالي في الولايات المتحدة.

## وصلات خارجية
- بيل ميلر على موقع أوليمبيديا (الإنجليزية)